# Нижнемитякин
Нижнемитякин е село в Тарасовски район на Ростовска област. То е част от селището от градски тип селище Красновски.

## География
Граничи с чифлика Верхний Митякин – от север и чифлика Чеботовка – от юг. През селото от север на юг тече река Митякинка.

## История
По време на Великата отечествена война, по време на Воронежско-Ворошиловградската операция, в покрайнините на чифлика се провежда известна танкова битка, по време на която на 13 юли 1942 г. екипажът на тежкия съветски танк КВ-1 с командир на екипажа кап. Семьон Коновалов, състоящ се от механик-водача Козиренцев, стрелеца Дементиев, зареждащ Герасимлюк, младши механик-водач Акинин, стрелец-радист Червински и техник-лейтенант Серебрякова, която е назначена да помага на екипажа, подбива 16 танка, 2 бронирани машини и унищожава 8 превозни средства с вражески персонал. За тази битка на 31 март 1943 г. с Указ на Президиума на Върховния съвет на СССР „за изключителна смелост и храброст“ С. В. Коновалов е удостоен със званието Герой на Съветския съюз с орден „Ленин“ и медал „Златна звезда“ към него.
Въз основа на тези събития през 2018 г. е заснет игралният филм „Неразрушимй“.